# Montenegrinischer Fußballpokal 2021/22
Der Montenegrinischer Fußballpokal 2021/22 (Kup Crne Gore) war die 16. Austragung des Pokalwettbewerbs im Fußball in Montenegro seit der Unabhängigkeit im Juni 2006. Pokalsieger wurde Titelverteidiger FK Budućnost Podgorica, der sich im Finale wie im Vorjahr gegen den FK Dečić Tuzi durchsetzte.
Durch den Sieg im Finale qualifizierte sich Budućnost für die 1. Qualifikationsrunde der UEFA Europa Conference League 2022/23.

## Modus
Außer im Halbfinale wurde der Sieger in einem Spiel ermittelt. Stand es nach der regulären Spielzeit von 90 Minuten unentschieden, kam es ohne Verlängerung direkt zum Elfmeterschießen.
Das Halbfinale wurde in Hin- und Rückspiel ausgetragen. Bei Torgleichheit in beiden Spielen folgt ohne Verlängerung ein Elfmeterschießen.
Das Finale wurde dagegen im Falle eines Remis zunächst verlängert und gegebenenfalls durch Elfmeterschießen entschieden.

## Teilnehmende Teams
| Prva Liga (10) | Druga Liga (6) |
| --- | --- |
| - FK Budućnost Podgorica - FK Dečić Tuzi - FK Iskra Danilovgrad - FK Jezero Plav - FK Mornar Bar - OFK Petrovac - FK Podgorica - FK Rudar Pljevlja - FK Sutjeska Nikšić - FK Zeta Golubovci | - FK Arsenal Tivat - FK Bokelj Kotor - FK Igalo 1929 - FK Jedinstvo Bijelo Polje - FK KOM Podgorica - OFK Titograd |

## Achtelfinale
| Datum      |                   | Ergebnis        |                           |
| ---------- | ----------------- | --------------- | ------------------------- |
| 27.10.2021 | FK Jezero Plav    | 1:3             | FK Budućnost Podgorica    |
| 27.10.2021 | FK KOM Podgorica  | 0:1             | FK Iskra Danilovgrad      |
| 27.10.2021 | FK Rudar Pljevlja | 3:0             | FK Arsenal Tivat          |
| 27.10.2021 | FK Bokelj Kotor   | 1:2             | FK Sutjeska Nikšić        |
| 27.10.2021 | FK Dečić Tuzi     | 2:0             | OFK Petrovac              |
| 27.10.2021 | FK Igalo 1929     | 0:0 (4:3 i. E.) | FK Mornar Bar             |
| 27.10.2021 | FK Podgorica      | 2:0             | FK Zeta Golubovci         |
| 27.10.2021 | OFK Titograd      | 1:0             | FK Jedinstvo Bijelo Polje |

## Viertelfinale
| Datum      |                        | Ergebnis |                   |
| ---------- | ---------------------- | -------- | ----------------- |
| 24.11.2021 | FK Budućnost Podgorica | 2:0      | FK Rudar Pljevlja |
| 24.11.2021 | FK Sutjeska Nikšić     | 4:0      | FK Podgorica      |
| 24.11.2021 | FK Iskra Danilovgrad   | 2:0      | FK Igalo 1929     |
| 24.11.2021 | OFK Titograd           | 0:2      | FK Dečić Tuzi     |

## Halbfinale
| Datum             |                        | Gesamt |                    | Hinspiel | Rückspiel |
| ----------------- | ---------------------- | ------ | ------------------ | -------- | --------- |
| 20.04./04.05.2022 | FK Budućnost Podgorica | 5:1    | FK Sutjeska Nikšić | 3:0      | 2:1       |
| 20.04./04.05.2022 | FK Iskra Danilovgrad   | 2:3    | FK Dečić Tuzi      | 1:1      | 1:2       |

## Finale
| Paarung                | FK Budućnost Podgorica – FK Dečić Tuzi |
| Ergebnis               | 1:0 (1:0) |
| Datum                  | 29. Mai 2022 um 20:30 Uhr MESZ |
| Stadion                | Gradski Stadion pod Goricom, Podgorica |
| Zuschauer              | 4.219 |
| Schiedsrichter         | Nikola Dabanović |
| Tore                   | 1:0 Ćuković (9.) |
| FK Budućnost Podgorica | Miloš Dragojević – Momčilo Raspopović, Igor Ćuković, Vladan Adžić, Luka Mirković – Branislav Janković (26. Miomir Đuričković), Miloš Raičković, Vasilije Terzić (81. Zoran Petrović), Igor Ivanović (87. Stefan Milošević) – Lazar Mijović, Victor Đukanović (81. Damjan Dakić) Cheftrainer: Aleksandar Nedović |
| FK Dečić Tuzi          | Andrija Dragojević – Robert Đelaj, Ilija Martinović, Jonathan Drešaj, Marko Tući – Erjon Vuçaj (59. Kristijan Vulaj), Jovan Nikolić, Anđelko Jovanović (72. Aleksa Marušić), Draško Božović – Velizar Janketić, Fatos Bećiraj Cheftrainer: Vladimir Janković                                                    |
| Gelbe Karten           | Đuričković, Raičković – Tući, Jovan Nikolić, Janketić |